# Mamiya Oki
Mamiya Oki (japanisch 沖 麻実也 Oki Mamiya; * 15. August in Tokio) ist eine japanische Mangaka und Illustratorin.

## Werdegang und Werk
Die ersten Veröffentlichungen von Oki waren 1996 die beiden kurzen Serien Vartrag Gūwa und Arty Square. Die erste erzählt von einem jungen Mann, der einen Pakt mit einem Dämonen eingeht, um mit diesem sein Leben verbringen zu können. Arty Square erzählt von der jungen Band Asgard, die die Gelegenheit zum Durchbruch bei einem großen Label erhält. Beide erzählen, wie auch die späteren Mangas von Oki, von der Liebe zwischen Männern und sind dem Genre Boys Love zuzuordnen, wie auch einige von Oki selbstveröffentlichte Dōjinshi. Ab 1999 folgte die Serie Das Demian-Syndrom über die Liebe zwischen zwei Schülern, die bis 2011 lief und sieben Bände erreichte. Von 2000 bis 2008 erschien außerdem die Fantasy-Romanze Ja-Dou um von Dämonen und Kriegen bedrohte Reiche und der Liebe eines Prinzen zu seinem Adjutanten. Beide Serien erschienen ab 2006 bei Carlsen Manga auch auf Deutsch, später auch Arty Square. Ab 2015 arbeitete Oki als Illustratorin an zwei Light-Novel-Serien.

## Bibliografie (Auswahl)
- Vartrag Gūwa (フェアトラーク寓話, 1996, 1 Band)
- Arty Square (1996, 1 Band)
- Das Demian-Syndrom (デミアン症候群 Demian syndrome, 1999–2011, 7 Bände)
- Ja-Dou (邪道 Jadō, 2000–2008, 6 Bände)
- Ja-Dou – Tejou & Keika (邪道～天網夜譚～ Jadō Tenmō Yatan, 2002, 1 Band)
- Dragon Guild Series (2015–2021, 10 Bände, Illustrationen)
- Genjūō no Shinzō (幻獣王の心臓, seit 2016, Illustrationen)